# Liste der Einträge im National Register of Historic Places im Champaign County (Illinois)

Lage des Champaign County in Illinois

Die Liste der Einträge im National Register of Historic Places im Champaign County in Illinois führt alle Bauwerke und historischen Stätten im Champaign County auf, die in das National Register of Historic Places aufgenommen wurden.

## Legende
| NRHP | Historic Place             |
| HD   | Historic District          |
| NHL  | National Historic Landmark |

## Aktuelle Einträge
| [ 2 ] | Name                                                                                   | Bild                                                                                   | Eintragsdatum        | Lage | Ort       | Beschreibung |
| ----- | -------------------------------------------------------------------------------------- | -------------------------------------------------------------------------------------- | -------------------- | --- | --------- | ------------ |
| 1     | Henry Ahrens House                                                                     | Henry Ahrens House                                                                     | 2011 ID-Nr. 11000845 | 212 East University Avenue 40° 6′ 59,7″ N, 88° 14′ 8,4″ W                                                         | Champaign |              |
| 2     | Alpha Delta Phi Fraternity House                                                       | Alpha Delta Phi Fraternity House                                                       | 1990 ID-Nr. 90000752 | 310 East John Street 40° 6′ 33″ N, 88° 14′ 2″ W                                                                   | Champaign |              |
| 3     | Alpha Delta Pi Sorority House                                                          | Alpha Delta Pi Sorority House                                                          | 2000 ID-Nr. 00001333 | 1202 West Nevada Street 40° 6′ 22″ N, 88° 13′ 27″ W                                                               | Urbana    |              |
| 4     | Alpha Gamma Delta Fraternity House                                                     | Alpha Gamma Delta Fraternity House                                                     | 2009 ID-Nr. 09000589 | 1106 South Lincoln Avenue 40° 6′ 13″ N, 88° 13′ 9″ W                                                              | Urbana    |              |
| 5     | Alpha Phi Fraternity House-Beta Alpha Chapter                                          | Alpha Phi Fraternity House-Beta Alpha Chapter                                          | 2005 ID-Nr. 05001250 | 508 East Amory Avenue 40° 6′ 27″ N, 88° 13′ 52″ W                                                                 | Champaign |              |
| 6     | Alpha Rho Chi Fraternity House                                                         | Alpha Rho Chi Fraternity House                                                         | 1997 ID-Nr. 97000460 | 1108 South 1st Street 40° 6′ 16″ N, 88° 14′ 18″ W                                                                 | Champaign |              |
| 7     | Alpha Xi Delta Sorority Chapter House                                                  | Alpha Xi Delta Sorority Chapter House                                                  | 1989 ID-Nr. 89001110 | 715 West Michigan Avenue 40° 6′ 5″ N, 88° 13′ 6″ W                                                                | Urbana    |              |
| 8     | Altgeld Hall, University of Illinois                                                   | Altgeld Hall, University of Illinois                                                   | 1970 ID-Nr. 70000229 | Wright Street Ecke John Street, Campus der University of Illinois at Urbana-Champaign 40° 6′ 34″ N, 88° 13′ 42″ W | Urbana    |              |
| 9     | Bailey-Rug Building                                                                    | Bailey-Rug Building                                                                    | 1997 ID-Nr. 97001337 | 219-225 North Neil Street 40° 7′ 5″ N, 88° 14′ 37″ W                                                              | Champaign |              |
| 10    | Beta Theta Pi Fraternity House                                                         | Beta Theta Pi Fraternity House                                                         | 1989 ID-Nr. 89001108 | 202 East Daniel Street 40° 6′ 29″ N, 88° 14′ 9″ W                                                                 | Champaign |              |
| 11    | Building at 201 North Market Street                                                    | Building at 201 North Market Street                                                    | 1997 ID-Nr. 97001335 | 201 North Market Street 40° 7′ 2″ N, 88° 14′ 30″ W                                                                | Champaign |              |
| 12    | Building at 203-205 North Market Street                                                | Building at 203-205 North Market Street                                                | 1997 ID-Nr. 97001336 | 203-205 North Market Street 40° 7′ 4″ N, 88° 12′ 23″ W                                                            | Champaign |              |
| 13    | Burnham Athenaeum                                                                      | Burnham Athenaeum                                                                      | 1978 ID-Nr. 78001115 | 306 West Church Street 40° 7′ 7″ N, 88° 14′ 50″ W                                                                 | Champaign |              |
| 14    | Cattle Bank                                                                            | Cattle Bank                                                                            | 1975 ID-Nr. 75000642 | 102 East University Avenue 40° 7′ 0″ N, 88° 14′ 19″ W                                                             | Champaign |              |
| 15    | Chanute Field Historic District                                                        | Chanute Field Historic District                                                        | 2006 ID-Nr. 06000594 | Rantoul National Aviation Center 40° 18′ 0″ N, 88° 9′ 4″ W                                                        | Rantoul   |              |
| 16    | Chemical Laboratory                                                                    | Chemical Laboratory                                                                    | 1986 ID-Nr. 86003148 | 1305 West Green Street 40° 6′ 32″ N, 88° 13′ 36″ W                                                                | Urbana    |              |
| 17    | Delta Kappa Epsilon Fraternity House                                                   | Delta Kappa Epsilon Fraternity House                                                   | 1990 ID-Nr. 90000114 | 313 East John 40° 6′ 33″ N, 88° 14′ 1″ W                                                                          | Champaign |              |
| 18    | Delta Upsilon Fraternity House                                                         | Delta Upsilon Fraternity House                                                         | 1990 ID-Nr. 90000749 | 312 East Armory Avenue 40° 6′ 20″ N, 88° 14′ 2″ W                                                                 | Champaign |              |
| 19    | Elm Street Court                                                                       | Elm Street Court                                                                       | 2000 ID-Nr. 00000681 | 1-8 Elm Street Court 40° 6′ 43″ N, 88° 12′ 54″ W                                                                  | Urbana    |              |
| 20    | Farm House                                                                             | Farm House                                                                             | 1989 ID-Nr. 89001728 | 1403 East Lorado Taft Drive 40° 6′ 10″ N, 88° 13′ 41″ W                                                           | Urbana    |              |
| 21    | Gamma Phi Beta Sorority House                                                          | Gamma Phi Beta Sorority House                                                          | 1994 ID-Nr. 94001270 | 1110 West Nevada Street 40° 6′ 21″ N, 88° 13′ 21″ W                                                               | Urbana    |              |
| 22    | The Georgian                                                                           | The Georgian                                                                           | 2005 ID-Nr. 05001260 | 1005 South 6th Street 40° 6′ 30″ N, 88° 13′ 50″ W                                                                 | Champaign |              |
| 23    | Greek Revival Cottage                                                                  | Greek Revival Cottage                                                                  | 1977 ID-Nr. 77000473 | 300 West University Avenue 40° 6′ 57″ N, 88° 12′ 37″ W                                                            | Urbana    |              |
| 24    | Clark R. Griggs House                                                                  | Clark R. Griggs House                                                                  | 1978 ID-Nr. 78001116 | 505 West Main Street 40° 6′ 48″ N, 88° 12′ 49″ W                                                                  | Urbana    |              |
| 25    | Hazen Bridge                                                                           | Hazen Bridge                                                                           | 1994 ID-Nr. 94000433 | Brücke der Newcomb der früheren Township Road 85 über den Sangamon River 40° 15′ 9″ N, 88° 23′ 1″ W               | Mahomet   |              |
| 26    | Illinois Traction Building                                                             | Illinois Traction Building                                                             | 2006 ID-Nr. 86003782 | 41 East University Avenue 40° 6′ 58″ N, 88° 14′ 0″ W                                                              | Champaign |              |
| 27    | Inman Hotel                                                                            | Inman Hotel                                                                            | 1989 ID-Nr. 89001732 | 17 East University Avenue 40° 6′ 58″ N, 88° 14′ 32″ W                                                             | Champaign |              |
| 28    | Kappa Delta Rho Fraternity House                                                       | Kappa Delta Rho Fraternity House                                                       | 1990 ID-Nr. 90000750 | 1110 South 2nd Street 40° 6′ 17″ N, 88° 14′ 15″ W                                                                 | Champaign |              |
| 29    | Kappa Kappa Gamma Sorority House                                                       | Kappa Kappa Gamma Sorority House                                                       | 2004 ID-Nr. 04000074 | 1102 South Lincoln Avenue 40° 6′ 12″ N, 88° 13′ 9″ W                                                              | Urbana    |              |
| 30    | Kappa Sigma Fraternity House                                                           | Kappa Sigma Fraternity House                                                           | 1989 ID-Nr. 89001109 | 212 East Daniel Street 40° 6′ 29″ N, 88° 14′ 12″ W                                                                | Champaign |              |
| 31    | Library-University of Illinois at Urbana-Champaign                                     | Library-University of Illinois at Urbana-Champaign                                     | 2000 ID-Nr. 00000413 | 1408 West Gregory Drive 40° 6′ 18″ N, 88° 13′ 43″ W                                                               | Urbana    |              |
| 32    | Lincoln (Statue)                                                                       | Lincoln (Statue)                                                                       | 2004 ID-Nr. 04000144 | Block 1000 der South Race Street 40° 6′ 14,4″ N, 88° 12′ 35,6″ W                                                  | Urbana    |              |
| 33    | Lincoln Building                                                                       | Lincoln Building                                                                       | 1996 ID-Nr. 96000854 | 44 East Main Street 40° 7′ 3″ N, 88° 14′ 30″ W                                                                    | Champaign |              |
| 34    | George and Elsie Mattis House                                                          | George and Elsie Mattis House                                                          | 2010 ID-Nr. 10000993 | 900 West Park Avenue 40° 7′ 3″ N, 88° 15′ 30″ W                                                                   | Champaign |              |
| 35    | Metal Shop                                                                             | Metal Shop                                                                             | 1986 ID-Nr. 86003141 | 102 South Burrill Avenue 40° 6′ 43″ N, 88° 13′ 37″ W                                                              | Urbana    |              |
| 36    | Military Drill Hall and Men’s Gymnasium                                                | Military Drill Hall and Men’s Gymnasium                                                | 1986 ID-Nr. 86003144 | 1402-1406 West Springfield Avenue 40° 6′ 46″ N, 88° 13′ 40″ W                                                     | Urbana    |              |
| 37    | Morrow Plots, University of Illinois                                                   | Morrow Plots, University of Illinois                                                   | 1968 ID-Nr. 68000024 | Gregory Drive Ecke Matthews Avenue 40° 6′ 16″ N, 88° 13′ 33″ W                                                    | Urbana    |              |
| 38    | Natural History Building                                                               | Natural History Building                                                               | 1986 ID-Nr. 86003147 | 1301 West Green Street 40° 6′ 34″ N, 88° 13′ 33″ W                                                                | Urbana    |              |
| 39    | New Orpheum Theatre                                                                    | New Orpheum Theatre                                                                    | 1991 ID-Nr. 91000085 | 346-352 North Neil Street 40° 7′ 10″ N, 88° 14′ 33″ W                                                             | Champaign |              |
| 40    | Phi Delta Theta Fraternity House                                                       | Phi Delta Theta Fraternity House                                                       | 2004 ID-Nr. 04000070 | 309 East Chalmers Street 40° 6′ 22″ N, 88° 14′ 3″ W                                                               | Champaign |              |
| 41    | Phi Mu Sorority House                                                                  | Phi Mu Sorority House                                                                  | 1990 ID-Nr. 90000751 | 706 West Ohio Street 40° 6′ 14″ N, 88° 12′ 59″ W                                                                  | Urbana    |              |
| 42    | Nathan C. Ricker House                                                                 | Nathan C. Ricker House                                                                 | 2000 ID-Nr. 00000682 | 612 West Green Street 40° 6′ 39″ N, 88° 12′ 57″ W                                                                 | Urbana    |              |
| 43    | Sigma Alpha Epsilon Fraternity House                                                   | Sigma Alpha Epsilon Fraternity House                                                   | 1990 ID-Nr. 90000113 | 211 East Daniel Street 40° 6′ 28″ N, 88° 14′ 8″ W                                                                 | Champaign |              |
| 44    | Tina Weedon Smith Memorial Hall                                                        | Tina Weedon Smith Memorial Hall                                                        | 1996 ID-Nr. 96000097 | 805 South Mathews Avenue 40° 6′ 20″ N, 88° 13′ 33″ W                                                              | Urbana    |              |
| 45    | Francis and Abbie Solon House                                                          | Francis and Abbie Solon House                                                          | 2007 ID-Nr. 07000644 | 503 South State Street 40° 6′ 41″ N, 88° 14′ 49″ W                                                                | Champaign |              |
| 46    | Frederick Squires House                                                                | Frederick Squires House                                                                | 2011 ID-Nr. 11000846 | 1003 West Church Street 40° 7′ 4,7″ N, 88° 15′ 38,3″ W                                                            | Champaign |              |
| 47    | Stone Arch Bridge                                                                      | Stone Arch Bridge                                                                      | 1981 ID-Nr. 81000210 | Springfield Avenue und 2nd Street 40° 6′ 46″ N, 88° 14′ 14″ W                                                     | Champaign |              |
| 48    | U.S. Post Office                                                                       | U.S. Post Office                                                                       | 1976 ID-Nr. 76000684 | Randolph Street Ecke Church Street 40° 7′ 7″ N, 88° 14′ 44″ W                                                     | Champaign |              |
| 49    | Unitarian Church of Urbana                                                             | Unitarian Church of Urbana                                                             | 1991 ID-Nr. 91000572 | 1209 West Oregon Street 40° 6′ 24″ N, 88° 13′ 30″ W                                                               | Urbana    |              |
| 50    | University of Illinois Astronomical Observatory                                        | University of Illinois Astronomical Observatory                                        | 1986 ID-Nr. 86003155 | 901 South Mathews Avenue 40° 6′ 18″ N, 88° 13′ 34″ W                                                              | Urbana    |              |
| 51    | University of Illinois Experimental Dairy Farm Historic District                       | University of Illinois Experimental Dairy Farm Historic District                       | 1994 ID-Nr. 94000030 | 1201 West St. Mary’s Road 40° 5′ 38″ N, 88° 13′ 28″ W                                                             | Urbana    |              |
| 52    | Urbana-Lincoln Hotel-Lincoln Square Mall                                               | Urbana-Lincoln Hotel-Lincoln Square Mall                                               | 2006 ID-Nr. 06000778 | 300 South Broadway 40° 6′ 38″ N, 88° 12′ 26″ W                                                                    | Urbana    |              |
| 53    | Virginia Theater                                                                       | Virginia Theater                                                                       | 2003 ID-Nr. 03001201 | 203 West Park Avenue 40° 7′ 1″ N, 88° 14′ 42″ W                                                                   | Champaign |              |
| 54    | Vriner’s Confectionery                                                                 | Vriner’s Confectionery                                                                 | 1983 ID-Nr. 83000305 | 55 Main Street 40° 7′ 3″ N, 88° 14′ 27″ W                                                                         | Champaign |              |
| 55    | Warm Air Research House                                                                | Warm Air Research House                                                                | 2001 ID-Nr. 01000595 | 1108 West Stoughton Street 40° 6′ 48″ N, 88° 13′ 23″ W                                                            | Urbana    |              |
| 56    | Wee Haven                                                                              | Wee Haven                                                                              | 2011 ID-Nr. 11000906 | 1509 West Park Avenue 40° 7′ 1,6″ N, 88° 16′ 17″ W                                                                | Champaign |              |
| 57    | Women’s Gymnasium, University of Illinois at Urbana-Champaign                          | Women’s Gymnasium, University of Illinois at Urbana-Champaign                          | 2003 ID-Nr. 02001751 | 906 South Goodwin Avenue 40° 6′ 24″ N, 88° 13′ 27″ W                                                              | Urbana    |              |
| 58    | Women’s Residence Hall-West Residence Hall, University of Illinois at Urbana-Champaign | Women’s Residence Hall-West Residence Hall, University of Illinois at Urbana-Champaign | 2003 ID-Nr. 02001752 | 1111 West Nevada Street 40° 6′ 27″ N, 88° 13′ 28″ W                                                               | Urbana    |              |

## Frühere Einträge
| [ 2 ] | Name                     | Bild | Eintragsdatum        | Lage                                                  | Ort       | Beschreibung                                                  |
| ----- | ------------------------ | ---- | -------------------- | ----------------------------------------------------- | --------- | ------------------------------------------------------------- |
| 1     | Chi Psi Fraternity House |      | 2003 ID-Nr. 90000115 | 912 South 2nd Street 40° 11′ 47,8″ N, 88° 24′ 27,2″ W | Champaign |                                                               |
| 2     | Mahomet Graded School    |      | 1987 ID-Nr. 87002035 | Main Street 40° 11′ 47,8″ N, 88° 24′ 27,2″ W          | Mahomet   | Nach Zerstörung 1988 im Jahr 1995 aus dem Register gestrichen |